# Парламентские выборы в Гане (1992)
Парламентские выборы в Гане проходили 29 декабря 1992 года и проводились впервые за 13 лет после выборов 1979 года. Всего двумя месяцами ранее 3 ноября 1992 года в Гане прошли президентские выборы.
Хотя международные наблюдатели заключили, что ноябрьские президентские выборы были свободными и справедливыми, оппозиционные партии заявили, что они были сфальсифицированы и в знак протеста бойкотировали парламентские.
В результате выборов Национальный демократический конгресс получил 189 мест из 200 при невероятно низкой явке в 28,1 %.

## Результаты
| Партия                                | Голоса    | %    | Места |
| ------------------------------------- | --------- | ---- | ----- |
| Национальный демократический конгресс | 1 521 629 | 77,5 | 189   |
| Партия народной конвенции             | 377 673   | 19,2 | 8     |
| «Каждый ганиец, живущий везде»        | 10 098    | 0,5  | 1     |
| Независимые                           | 53 143    | 2,7  | 2     |
| Всего                                 | 1 962 543 | 100  | 200   |
| Источник: Nohlen et al.               |           |      |       |